# Парламентські вибори в Іраку 2010
Другі за ліком парла́ментські ви́бори в Іра́ку після повалення режиму Саддама Хусейна 2003 р. відбулися 7 березня 2010 року.
Напередодні виборів у ряді районів Багдада було розповсюджено листівки, в яких прихильники «Аль-Каїди» погрожували розправою тим, хто наважиться взяти участь у голосуванні, яке вони розглядають як «підтримку окупації і американських ставлеників». 
Одразу після початку голосування на виборах іракська столиця зазнала масованого мінометного обстрілу. У різних частинах міста вибухнули саморобні бомби. Найбільш великі напади було скоєно в двох шиїтських районах іракської столиці, де екстремісти підірвали два житлових будинки. Ці напади забрали життя 16 людей.
Жертвами серії атак бойовиків в Багдаді в день голосування загалом стали 38 людей, ще 100 було поранено.
Попри це, у виборах взяли участь близько 62% виборців, які мають право голосу. Втім цей показник явки все ж нижчий, ніж на попередніх виборах у 2005 році, проте вищий, ніж очікували багато спостерігачів. 

## Результати

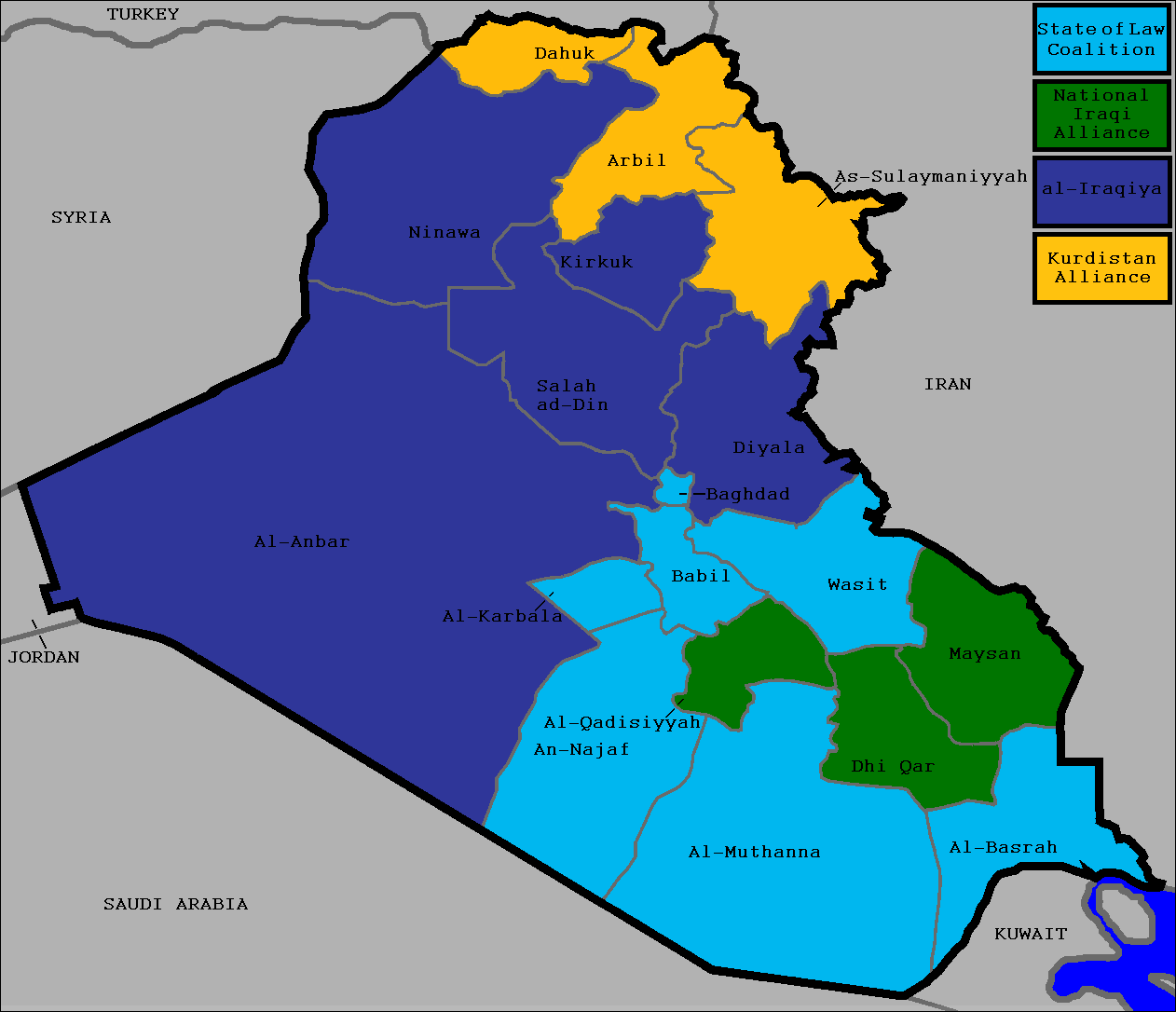
Результати виборів

Очолюваний чинним прем'єр-міністром Нурі аль-Малікі блок Держава закону отримав після підрахунку всіх голосів 91 парламентське місце, а його найближчий переслідувач, світський блок Аль-Іракія екс-прем'єра Айяда Аляві — 90. 
На третьому місці — Іракський національний альянс, що об'єднує провідні шиїтські релігійні партії. Він завоював 67 з 325 місць у майбутньому парламенті. Блок Курдистан, що складається з двох провідних курдських партій — Патріотичного союзу Курдистану та Демократичної партії Курдистану - має 43 місця. 
Усього в новий парламент увійшли представники дев'яти блоків з 298, які брали участь у виборах.
| Блоки і партії                      | Голоси     | %      | Місця | +/– |
| ----------------------------------- | ---------- | ------ | ----- | --- |
| Національний рух Іраку (аль-Іракія) | 2,631,388  | 25.87% | 91    | +55 |
| Блок Держава закону                 | 2,620,042  | 25.76% | 89    | +76 |
| Іракський національний альянс       | 1,976,412  | 19.43% | 70    | –47 |
| Блок Курдистан                      | 1,553,667  | 15.27% | 43    | –10 |
| Рух за зміни (Ґорран)               | 443,871    | 4.36%  | 8     | +8  |
| Об'єднаний альянс Іраку             | 295,226    | 2.90%  | 4     | +4  |
| Єдиний фронт Іраку (ат-Тавафук)     | 276,733    | 2.72%  | 6     | –38 |
| Ісламське об'єднання Курдистану     | 230,742    | 2.27%  | 4     | -1  |
| Ісламська група Курдистану          | 143,790    | 1.41%  | 2     | -1  |
| Minorities                          | -          | -      | 8     | +0  |
| Разом (явка 62.4 %)                 | 10,171,871 | 100%   | 325   | +50 |
| Джерело: themajlis.org              |            |        |       |     |